# Frank Assunto
Frank Joseph Assunto (* 29. Januar 1932 in New Orleans; † 25. Februar 1974 ebenda) war ein US-amerikanischer Bandleader und Trompeter des Dixieland Jazz.

## Leben
Er war der Sohn des Posaunisten und Banjospielers Jacob (Papa Jac) Assunto (1905–1985). Er ist vor allem bekannt als Gründer der Dukes of Dixieland 1948 mit seinem Vater und seinem Bruder Fred (Posaune, 1929–1966), einer wichtigen Band im New Orleans Revival. Sie entstanden aus einer Talentshow von Horace Heidt und tourten anfangs mit diesem, später waren sie in New Orleans eine feste Institution im Famous Door, unternahmen unter anderem eine Tournee nach Japan (1964) und traten viel im Fernsehen auf. Von ihnen existieren auch viele Plattenaufnahmen. Sehr bemerkenswert ist eine Session des Trompeters unter der Leitung von Herb Ellis mit Swingern wie Buddy Tate, Ray Bryant und Gus Johnson aus dem Jahr 1962 für Columbia.